# Alessandro Bastoni
Alessandro Bastoni (ur. 13 kwietnia 1999 w Casalmaggiore) – włoski piłkarz, występujący na pozycji obrońcy we włoskim klubie Inter Mediolan oraz w reprezentacji Włoch. Złoty medalista Mistrzostw Europy 2020. Wychowanek Atalanty Bergamo.

## Kariera klubowa
Wychowanek Atalanty, w barwach której 22 stycznia 2017 rozpoczął karierę piłkarską. 30 sierpnia 2017 podpisał kontrakt z Interem, który zapłacił za niego 31 mln euro, ale pozostał jeszcze na jeden sezon w Atalancie. 7 sierpnia 2018 został wypożyczony na jeden sezon do Parmy, w której zadebiutował 7 października w meczu z Genoą (3:1). W barwach Parmy rozegrał w sezonie 2018/2019 24 mecze, w których zanotował jedno trafienie.
Po powrocie z wypożyczenia, w barwach Interu zadebiutował 28 września 2019, w wygranym 3:1 meczu Serie A z Samdorią. 19 stycznia 2020, w meczu 20. kolejki Serie A z Lecce, strzelił pierwszą bramkę dla Interu.

## Kariera reprezentacyjna
Bronił barw juniorskiej i młodzieżowej reprezentacji Włoch. 11 listopada 2020 zadebiutował w narodowej reprezentacji Włoch w meczu przeciwko Estonii (4:0). 14 czerwca 2022 strzelił swoją pierwszą bramkę dla Włoch, trafiając w przegranym 5:2 meczu z reprezentacją Niemiec.

## Sukcesy

### Inter Mediolan
- Mistrzostwo Włoch: 2020/2021, 2023/2024
- Puchar Włoch: 2021/2022, 2022/2023
- Superpuchar Włoch: 2021, 2022, 2023

### Reprezentacyjne
- Mistrzostwo Europy: 2020

### Wyróżnienia
- Drużyna sezonu Ligi Mistrzów UEFA: 2022/2023[9]
- Drużyna sezonu Serie A: 2020/2021[10], 2022/2023[11]

## Odznaczenia
- Kawaler Orderu Zasługi Republiki Włoskiej – 2021, Włochy[12]